# Giacomo Giuseppe Beltritti
Giacomo Giuseppe Beltritti (Peveragno, 23 de dezembro de 1910 - Jerusalém, 1 de novembro de 1992) foi um clérigo católico italiano, patriarca latino de Jerusalém e grão-prior da Ordem do Santo Sepulcro de Jerusalém de 1970 até sua morte.

## Vida pregressa
Giacomo Beltritti ouviu o convite do Patriarca Luigi Barlassina para estudar no Seminário do Patriarcado Latino de Jerusalém. Chegou a Terra Santa em 11 de outubro de 1926. Foi ordenado sacerdote em 15 de abril de 1933, por Monsenhor Barlassina. Em 2 de março de 1934, foi nomeado diretor de Rafat e em 1935, pároco de Ramallah. Na Segunda Guerra Mundial, padre Beltritti estava trabalhando em um projeto para construir uma faculdade católica, mas a guerra impediu a iniciativa e em 1940, foi preso: ele passou três anos na prisão, primeiro em Deir Rafat, depois em Mouqeibleh e, finalmente, no Convento da Flagelação, em Jerusalém. Em julho de 1943, foi nomeado cura em Beit Jala, tornando-se o pároco em janeiro de 1947. Padre Giacomo foi nomeado chanceler do Patriarcado em 18 de fevereiro de 1950 e em 17 de março de 1951, cônego do Santo Sepulcro. Como padre, ele tentou ajudar os cristãos locais, especialmente após o estabelecimento do Estado de Israel em 1948 e após a ocupação israelense da Cisjordânia em 1967. Ele ajudou muitos palestinos a escapar.

## Patriarcado
Giacomo foi nomeado em 21 de setembro de 1965 como coadjutor do Patriarca Gori e bispo titular de Caná, pelo Papa Paulo VI. Foi ordenado no dia 10 de outubro seguinte, junto com o bispo auxiliar Neemeh Simaan, na Basílica do Santo Sepulcro, pelo Patriarca Alberto Gori; os principais co-consagradores foram Mikhayl Assaf, arcebispo greco-melquita de Petra e Filadélfia, e Hanna Kaldany, bispo auxiliar de Jerusalém.
Participou da quarta sessão do Concílio Vaticano II. Em 25 de novembro de 1970, Beltritti sucedeu ao Monsenhor Gori. Foi entronizado no Santo Sepulcro em 13 de dezembro. Em Roma, em 2 de janeiro de 1971, recebeu o pálio das mãos de Paulo VI. Ele liderou o Patriarcado por 17 anos, durante os quais encorajou muitos jovens palestinos a se tornarem padres e completou o sistema escolar do patriarcado. Foi presidente da Conferência dos Bispos Latinos das Regiões Árabes (CELRA) durante todo o tempo de seu governo no patriarcado.
Como Patriarca Latino, também assumiu a posição de Grão Prior da Ordem do Santo Sepulcro de Jerusalém; após a aprovação do Estatuto da Ordem em 1977, o Grão Prior tornou-se novamente o segundo mais alto dignitário da Ordem, depois do Cardeal Grão-Mestre. Para manter suas relações com as Tenências da Ordem, o grão-prior Beltritti frequentemente viajava para fora de sua diocese, especialmente na Europa. Com a ajuda da Ordem do Santo Sepulcro, ele restaurou a co-catedral e a residência do patriarcado em Jerusalém, que ele inaugurou em 1988 na presença de seu sucessor.
Monsenhor Beltritti fez seu pedido de renúncia ao Papa João Paulo II em 23 de dezembro de 1985, a qual foi aceita apenas em 11 de dezembro de 1987, com a nomeação de Michel Sabbah como Patriarca Latino de Jerusalém, o primeiro palestino a assumir essa posição.
Monsenhor Beltritti presidiu a reabertura da Co-Catedral do Patriarcado Latino restaurada em 1º de janeiro de 1988 e em 14 de janeiro, fez a passagem do Báculo e da Estola ao seu sucessor entronizado no Santo Sepulcro. Três dias depois, retirou-se para Deir Rafat, retornando apenas ocasionalmente a Jerusalém. Ele tornou-se professor de catecismo na escola interna do mosteiro, ensinando até sua morte.

O patriarca emérito Giacomo Giuseppe Beltritti faleceu em 1º de novembro de 1992, durante uma visita a Jerusalém. Ele está enterrado na co-catedral do Patriarcado de Jerusalém.